# يوهان جوزيف بوهمه
يوهان جوزيف بوهمه (بالألمانية: Johann Gottlob Böhme)‏ هو مؤرخ ألماني، ولد في 20 مارس 1717 في فورتسن في ألمانيا، وتوفي في 20 يونيو 1780 في لايبزيغ في ألمانيا.